# Американско нахлуване в Панама
Американското нахлуване в Панама, с кодово име „Операция Правилно действие“ (на английски: Operation Just Cause), е извършено през декември 1989 г. Става по време на мандата на президента Джордж Х. У. Буш, десет години след договорите между Торихос и Картър, които дават на Панама контрола над Панамския канал след 2000 г.
Причина за нахлуването е военният режим на президента Мануел Нориега, който е сменен с Гилермо Ендара. След това панамската войска е разформирована.